# Венец Димитров
Венец Василев Димитров, известен още като Домби, е български кинооператор. Професор в НАТФИЗ „Кръстьо Сарафов“

## Биография
Роден е в град София на 24 юни 1937 г. Майка му е чехкиня. През 1968 г. завършва Филмовия и телевизионен факултет на Академията за сценични изкуства в Прага със специалност „Филмово и телевизионно операторско майсторство“, като изучава семестриално и режисура.
Той е професор по филмово и телевизионно операторство и фотография в НАТФИЗ „Кръстьо Сарафов“.
Носител е на няколко награди за „Най-добра операторска работа“ на Съюза на българските филмови дейци и на Фестивала на българския филм „Златна роза“ във Варна.
Умира на 17 януари 2022 г.

## Филмография
- Езоп (1970)
- Игрек 17 (1973)
- Преброяване на дивите зайци (1973)
- Сватбите на Йоан Асен (1975)
- Този хубав живот (1975)
- Циклопът (1976)
- Пътят към София (1978)
- Селцето (1978)
- Аз не живея един живот (1981)
- Ударът (1981)
- Борис I (1985)
- Инспектор без оръжие (1985)
- Бързо, акуратно, окончателно (1989)
- Любовниците (1991)
- La donna e mobile (1993)
- Трафик (1994)
- Пътят към върха (2007)